# IC 1371
IC 1371 — галактика типу E-S0 (еліптична спіральна галактика) у сузір'ї Водолій.
Цей об'єкт міститься в оригінальній редакції індексного каталогу.